# فرودگاه بین‌المللی دودوما
فرودگاه بین‌المللی دودوما (به انگلیسی: Dodoma International Airport) یک فرودگاه همگانی با کد یاتا DOD/DOE است . این فرودگاه در کشور تانزانیا قرار دارد و در ارتفاع ۱۱۱۰ متری از سطح دریا واقع شده‌است.

## شرکت‌های هواپیمایی و مقصدهای پروازی
| شرکت‌های هواپیمایی | مقصدهای پروازی |
| ----------------- | -------------- |
| Auric Air         | ژولیوس نیرر    |
| فلایت‌لینک         | ژولیوس نیرر    |
| Air Tanzania      | ژولیوس نیرر    |